# SoO (киберспортсмен)
О Юн Су (кор. 어윤수, род. 24 сентября 1992, Южная Корея), более известный под своим никнеймом soO, — корейский профессиональный игрок в StarCraft II, играющий за расу зергов и выступающий за команду Afreeca Freecs с 2020 года. Серебряный призёр чемпионата мира 2017 года, а также чемпион мира 2019 года по версии Intel Extreme Masters. Известен тем, что за первые шесть лет своей карьеры в StarCraft II семь раз попадал в финалы крупнейших турниров и все семь раз оставался на втором месте. По состоянию на 2022 год, за свою карьеру soO заработал почти 622 000 долларов призовых.

## Биография

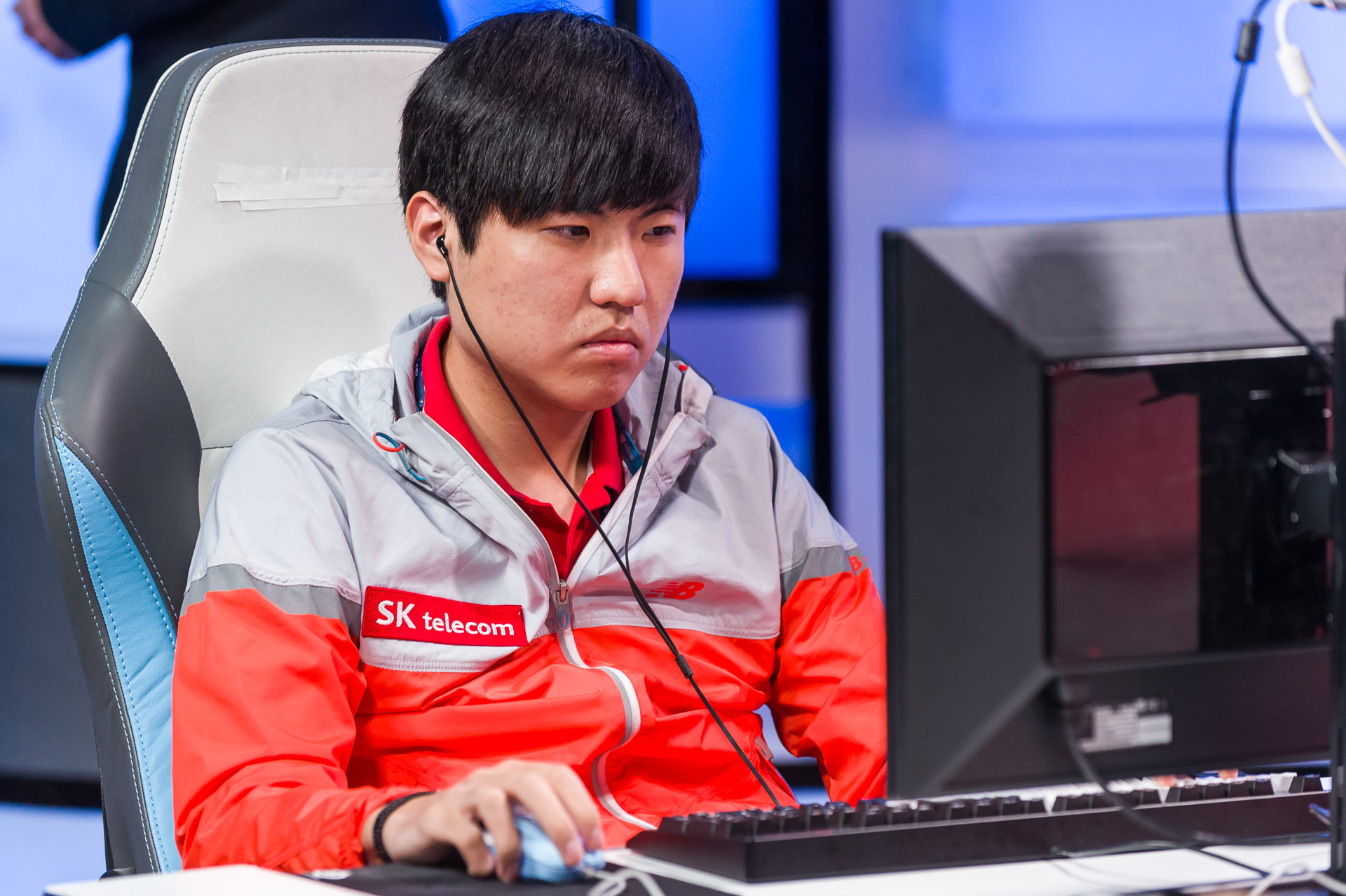
soO в 2014 году

Знакомство soO с профессиональной сценой StarCraft началось с финального матча между Yellow и Xellos. Профессиональная карьера началась в 2008 году в команде SK Telecom T1 по StarCraft: Brood War. Переход с Brood War на StarCraft II не был осознанным решением Юн Су: все команды Brood War должны были практиковаться в StarCraft II для участия в гибридной Proleague. soO воспринял это как хорошую возможность проявить себя, так как в Brood War уже было много хороших игроков, которых было очень сложно превзойти даже спустя 4 года тренировок.

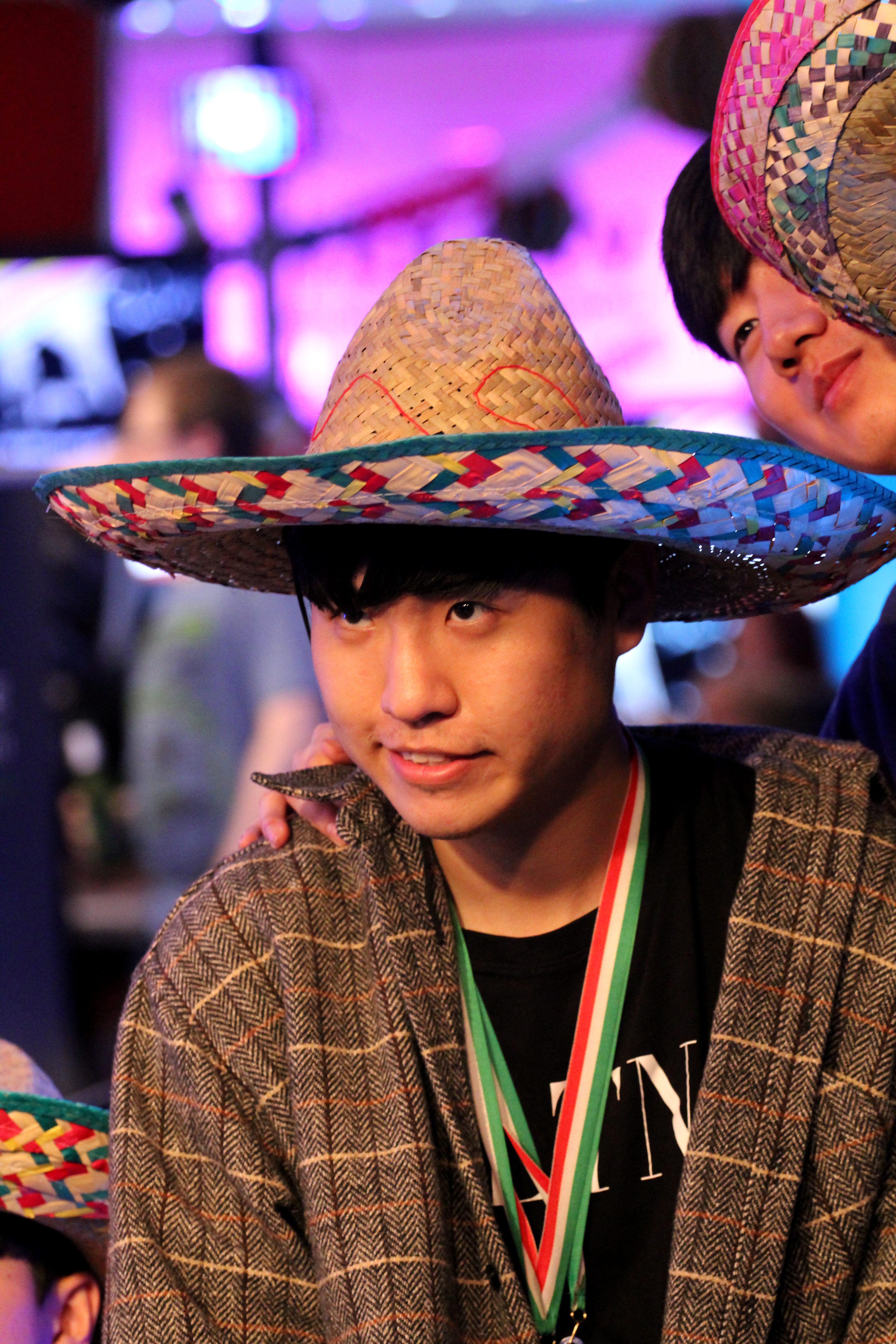
soO на HomeStory Cup XVIII в 2018 году

soO является носителем титула «Kong» — так в сообществе StarCraft II называют игроков, многократно доходивших до финалов турниров, но ни разу не выигрывавших их. История киберспорта StarCraft II знает множество носителей этого титула, включая таких известных, как Ли «MarineKing» Ён Хун, однако soO является обладателем самого длинного «Kong Line». За первые шесть лет своей карьеры soO семь раз попадал на финалы крупнейших чемпионатов по StarCraft II, в частности — во все три финала Global StarCraft II League 2014 года, и все семь раз проигрывал, оставаясь на втором месте. Портал ESPN сравнил карьеру soO с «Баффало Биллс», клубом по американскому футболу. Хван Ён Джэ, комментатор GSL, называет soO «незаменимым, несравненным символом второго места». Сам soO сравнивал себя с Сизифом.
В конце 2013 года soO дошёл до финала Global StarCraft II League, где столкнулся с Пак «Dark» Рён У и проиграл ему. Спустя шесть месяцев он вновь дошёл до финала GSL, где столкнулся с Чу «Zest» Сон Уком, и хотя он вёл со счётом 3-2 в серии матчей до 4 побед, он проиграл и ему. Спустя ещё два месяца, в очередном финале GSL он проиграл своему сокоманднику, Ким «Classic» До У. В третьем и последнем GSL 2014 года soO снова смог дойти до финала, в котором проиграл ещё одному своему сокоманднику, Ли «INnoVation» Син Хёну.
На DreamHack Stockholm он не проиграл ни одной игры вплоть до финала, на котором проиграл Solar со счётом 0-3. soO победил на KeSPA Cup Season 2 в 2015 году, однако это был относительно мелкий и короткий турнир по сравнению с GSL. Несмотря на это, победа на KeSPA очень приободрила soO; по его словам, победив на турнире, он «понял, ради чего играет в StarCraft II».
После расформирования команды SK Telecom T1, в которой состоял soO, Юн Су ощущал себя преданным. Он начал стримить и неожиданно для самого себя получил большое количество поддержки и пожертвований от фанатов, что помогло ему продолжить карьеру.
В 2017 году soO снова смог пробиться в финал GSL. В первом сезоне GSL 2017 года soO столкнулся в финале с Ким «Stats» Дэ Ёпом, причём для обоих финалистов победа принесла бы первый чемпионский титул на этом чемпионате. Победителем этого матча вышел Stats. Во втором сезоне GSL того же года soO вновь занял второе место. Несмотря на отсутствие побед на чемпионатах в 2017 году, он набрал достаточно рейтинговых очков для попадания на чемпионат мира, где опять занял второе место, проиграв в финале Ли «Rogue» Бён Рёлю.
В 2019 году он смог выиграть Intel Extreme Masters в Катовице, тем самым разбив своё проклятие. Добираясь до финала этого турнира, он одержал победу над Йооной «Serral» Соталой, считающегося на тот момент времени лучшим игроком в мире. В финале, в котором он встретился с Ким «Stats» Дэ Ёпом, он проиграл первые две игры, однако после этого смог выиграть 4 карты подряд.

## Стиль игры
soO известен оборонительным стилем игры, нацеленным на переход в макро-игру, и успешной адаптацией своей обороны под действия соперника. С другой стороны, он всегда подстраивает свои действия под конкретную карту, и на некоторых картах может прибегать к тайминговым атакам.

## Достижения
- 2013 WCS Season 3 Korea GSL: Premier League (2 место)[5]
- 2014 Global StarCraft II League Season 1: Code S (2 место)[5]
- 2014 GSL Global Championship (3—4 место)[10]
- 2014 Global StarCraft II League Season 2: Code S (2 место)[5]
- 2014 DreamHack Open: Stockholm (2 место)[3]
- 2014 Global StarCraft II League Season 3: Code S (2 место)[5]
- 2015 KeSPA Cup Season 2 (1 место)[5]
- 2017 Global StarCraft II League Season 1: Code S (2 место)[7]
- 2017 Global StarCraft II League Season 2: Code S (2 место)[8]
- 2017 GSL vs the World (3—4 место)[11]
- 2017 WCS Global Finals (2 место)[9]
- 2018 Global StarCraft II League Season 1: Code S (3—4 место)[12]
- IEM Season XIII — Katowice (1 место)[4]
- 2019 AfreecaTV GSL Super Tournament 2 (3—4 место)
- TeamLiquid StarLeague 5 (1 место)